# Mustafa Kör
Mustafa Kör (Konya, 1976) is schrijver en dichter. Hij groeide op in Opgrimbie (Maasmechelen) in een mijnwerkersfamilie. Als jonge man raakte Kör verlamd bij een auto-ongeluk. Sindsdien zit hij in een rolstoel.
Met zijn verhaal ‘Uitverkorene’ won Kör de eerste prijs voor proza in de Nederlandse El Hizjra-literatuurprijs. Daarnaast ontving hij ook de tweejaarlijkse cultuurprijs van Maasmechelen en de Groene Waterman publieksprijs. Na de roman De Lammeren in 2007 maakte hij naam als dichter. Kör was in 2008 een jaar lang stadsdichter van Genk. Zijn eerste bundel kwam er pas in 2016 Ben jij liefde, opgedragen aan zijn vrouw Silvia, een danseres.
Sinds 2018 maakt Kör deel uit van Versopolis, een Europees poëzieplatform dat opkomend Europees poëzietalent promoot. In 2019 verbleef hij gedurende enkele weken als artist in residence op het THHI in Tessenderlo, waar hij een groep jongeren warm wilde maken voor kunst en cultuur.
In 2022 volgde hij Carl Norac op als Dichter des Vaderlands van België voor een periode van twee jaar. Zijn eerste gedicht in die functie was "Tot u", een oproep om het hoofd niet te laten hangen.
Kör is peter van Het Lezerscollectief, dat leesbijeenkomsten organiseert voor mensen die moeilijk toegang hebben tot literatuur.

## Romans
- De lammeren (2007)

## Poëzie
- Ben jij liefde (2016)
- Poëziejongens (2019)
- Brood en liefde (2022)

- Digitale Bibliotheek voor de Nederlandse Letteren: kor_001
- Gemeinsame Normdatei: 17394180X
- International Standard Name Identifier: 0000 0000 3698 7960
- Library of Congress Control Number: n2007087194
- Nederlandse Thesaurus van Auteursnamen: 301820252
- Système universitaire de documentation: 261435639
- Virtual International Authority File: 75773898